# Hel (Pologne)
Pour les articles homonymes, voir Hel et Hela.
Hel (en cachoube : Hél, et en allemand : Hela), est une ville de Pologne située sur la presqu'île du même nom, au nord de Gdańsk.

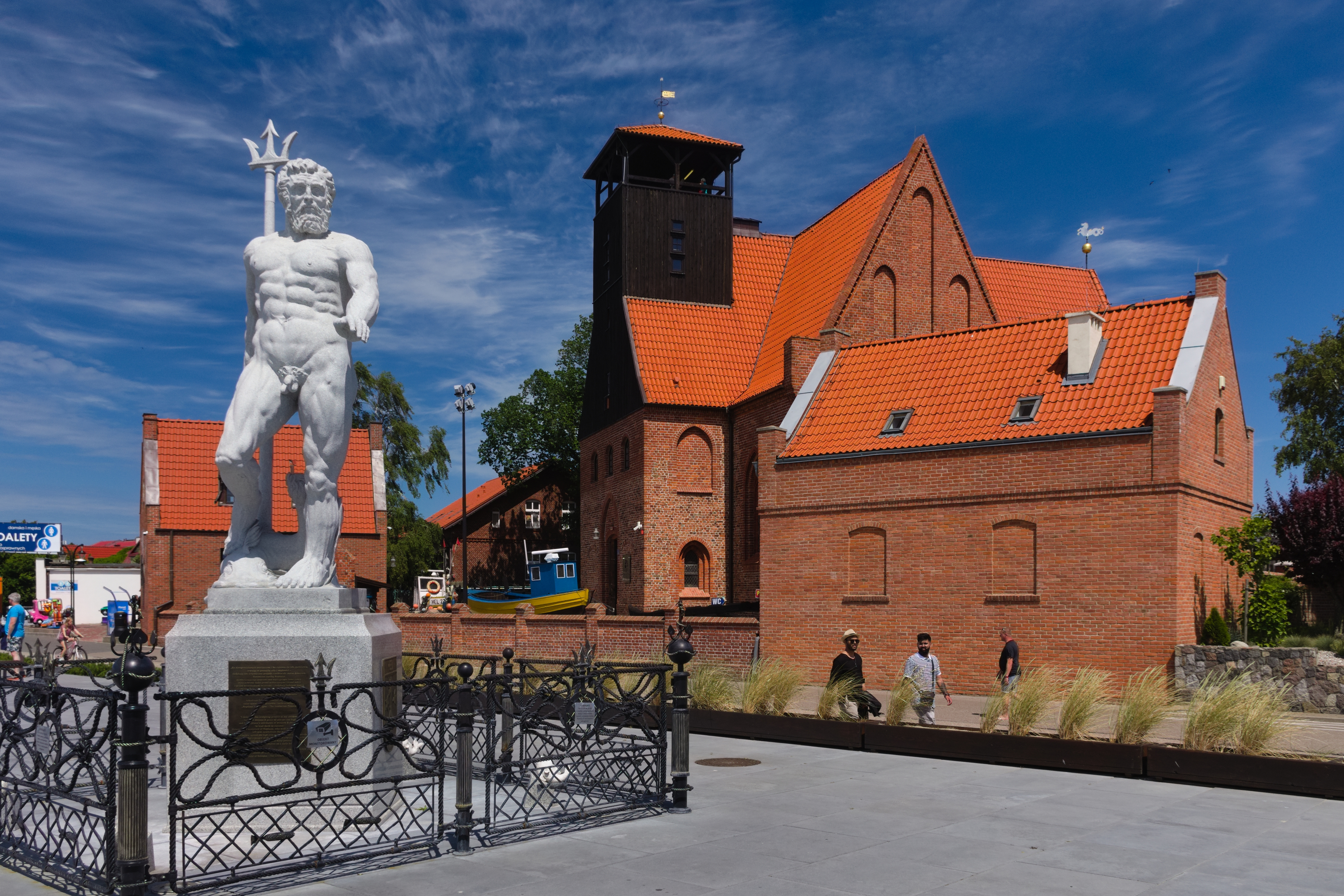
Fontaine de Neptune et église des Saints Pierre et Paul

## Histoire
Au cours de la Seconde Guerre mondiale, la ville située sur la péninsule du même nom, alors zone militaire polonaise stratégique, est attaquée par l'armée allemande du 9 septembre au 2 octobre 1939 lors de l'invasion de la Pologne. Durant l'Occupation, elle devint un centre de formation majeur des équipages des sous-marins U-Boot de la Kriegsmarine.
La région ne sera libérée par les Soviétiques que le 14 mai 1945, six jours après la capitulation nazie, des unités allemandes s'y étant retranchées après les débâcles du printemps précédent.

## Patrimoine culturel
- le musée de la défense côtière
- le musée de la pêche
- le phare de Hel
- le sanctuaire des phoques

## Géographie
| Jastarnia    | Mer Baltique | Mer Baltique |
| Mer Baltique | Hel          | Mer Baltique |
| Mer Baltique | Mer Baltique | Mer Baltique |

### Climat
| Mois                                             | jan.       | fév.      | mars      | avril     | mai       | juin      | jui.     | août      | sep.      | oct.      | nov.      | déc.       | année    |
| ------------------------------------------------ | ---------- | --------- | --------- | --------- | --------- | --------- | -------- | --------- | --------- | --------- | --------- | ---------- | -------- |
| Température minimale moyenne (°C)                | −1,1       | −1,1      | 0,2       | 3,2       | 7,6       | 11,8      | 14,8     | 15,1      | 11,9      | 7,6       | 3,7       | 0,6        | 6,2      |
| Température moyenne (°C)                         | 0,6        | 0,7       | 2,7       | 6,7       | 11,4      | 15,4      | 18,1     | 18,2      | 14,5      | 9,7       | 5,3       | 2,2        | 8,8      |
| Température maximale moyenne (°C)                | 2,1        | 2,6       | 5,6       | 11        | 16        | 19,7      | 22,1     | 22,1      | 17,6      | 12        | 7         | 3,7        | 11,8     |
| Record de froid (°C) date du record              | −19,1 1963 | −20 1956  | −17 1987  | −9 1956   | −5,1 1954 | −0,1 1951 | 5,4 1976 | 5,3 1983  | −2,3 1966 | −3 1956   | −9,2 1998 | −15,2 1978 | −20 1956 |
| Record de chaleur (°C) date du record            | 11,3 2007  | 12,9 1990 | 20,5 1968 | 26,2 2000 | 28 1971   | 31,7 2021 | 35 1959  | 31,8 1963 | 28,1 2015 | 23,2 1966 | 15,9 1968 | 11,7 2006  | 35 1959  |
| Ensoleillement (h)                               | 41,5       | 68,5      | 135,2     | 216,2     | 276,3     | 277,7     | 276,1    | 258,9     | 176,5     | 114,6     | 48        | 35,2       | 1 907,3  |
| Précipitations (mm)                              | 38,5       | 30,7      | 32,9      | 30,7      | 48,9      | 57,6      | 77,9     | 67,6      | 60,6      | 57,4      | 49,2      | 46         | 598,1    |
| dont neige (cm)                                  | 93,8       | 129,2     | 71,9      | 3,6       | 0         | 0         | 0        | 0         | 0         | 0         | 3,9       | 57,4       | 359,8    |
| Nombre de jours avec précipitations              | 10,1       | 8         | 8,6       | 6,4       | 8,1       | 9,4       | 9,5      | 9,4       | 9         | 10,4      | 10        | 10,6       | 109,5    |
| dont nombre de jours avec précipitations ≥ 10 mm | 0,2        | 0,3       | 0,2       | 0,5       | 1,2       | 1,5       | 2,1      | 1,6       | 1,9       | 1,4       | 1,1       | 0,7        | 12,9     |
| Humidité relative (%)                            | 86,9       | 85,7      | 82,8      | 80,6      | 80,4      | 80,5      | 81,8     | 81,8      | 83,1      | 84,9      | 88,1      | 88,1       | 83,7     |
| Nombre de jours avec neige                       | 11,3       | 13,1      | 6,8       | 0,5       | 0         | 0         | 0        | 0         | 0         | 0         | 1,4       | 6,3        | 39,5     |

| Diagramme climatique                                  |             |            |           |           |              |              |              |              |           |          |          |
| J                                                     | F           | M          | A         | M         | J            | J            | A            | S            | O         | N        | D        |
| 2,1−1,138,5                                           | 2,6−1,130,7 | 5,60,232,9 | 113,230,7 | 167,648,9 | 19,711,857,6 | 22,114,877,9 | 22,115,167,6 | 17,611,960,6 | 127,657,4 | 73,749,2 | 3,70,646 |
| Moyennes : • Temp. maxi et mini °C • Précipitation mm |             |            |           |           |              |              |              |              |           |          |          |